# Pamphobeteus ferox
Pamphobeteus ferox é uma espécie de aranha pertencente à família Theraphosidae (tarântulas).